# Buvette de la Renaissance
La maison appelée « la Buvette de la Renaissance » est un édifice historique du Bourg-Neuf de Blois, en Loir-et-Cher. Reconnue pour sa façade en pans de bois à croisillons, elle date du XVe siècle et est inscrite comme monument historique.

## Localisation
La maison dite Buvette de la Renaissance est située à Blois, dans le département du Loir-et-Cher, en région Centre-Val de Loire. Cette maison, caractéristique de l'architecture du XVe siècle, est reconnue pour sa façade en pans de bois à croisillons.
Elle se trouve au 21 rue Beauvoir, dans le Bourg-neuf de Blois.

## Historique
La construction principale de la maison remonte au XVe siècle. La façade et la toiture de l'édifice ont été inscrites au titre des monuments historiques le 23 novembre 1946, principalement en raison de leur architecture remarquable.

## Architecture
La maison dite Buvette de la Renaissance est un exemple remarquable de l'architecture de la fin du XVe siècle, située au 21 rue Beauvoir, à Blois, dans la région Centre-Val de Loire, département du Loir-et-Cher. Ce bâtiment est caractéristique de l'architecture de la Renaissance avec une façade en pans de bois à croisillons de tailles variées.
La structure principale de la maison a été érigée à la fin du XVe siècle. Elle intègre des éléments décoratifs typiques de la Renaissance, tels que des colonnettes en bois finement sculptées et des frises ornementales. Ces éléments confèrent à l'édifice un caractère distinctif et témoignent de l'influence de la Renaissance sur l'architecture résidentielle de cette époque.
La façade de la maison est notable pour ses pans de bois, un système constructif utilisant une ossature en bois remplie de torchis ou de brique. Les croisillons en bois forment un réseau géométrique complexe qui ajoute une dimension esthétique à la structure.
Au premier étage, une fenêtre et une ouverture sont mises en valeur par des colonnettes en bois sculpté, soulignant l'importance de l'ornementation dans l'architecture de la Renaissance. Initialement, des bandeaux de bois ornés de têtes d'animaux encadraient le premier étage, ajoutant des motifs animaliers et symboliques destinés à éloigner les mauvais esprits.
Une frise ornée de traverses plus grandes, souvent décorée de motifs végétaux ou géométriques, couronne la composition de la façade, ajoutant une touche de raffinement et protégeant la structure en bois des intempéries.
La maison possède un toit à longs pans recouvert d'ardoises, avec un pignon couvert, typique des constructions de cette époque. Ce type de toiture assure une bonne évacuation de l'eau de pluie, protégeant ainsi les éléments en bois de l'humidité.
L'intérieur de la maison comprend un sous-sol, un étage carré et un étage de comble. Le couvrement utilise une voûte en berceau, ajoutant une dimension architecturale supplémentaire. Un escalier en vis sans jour, en charpente, est situé à l'intérieur, typique des maisons médiévales et de la Renaissance. Cet escalier en bois massif utilise un noyau central autour duquel les marches sont disposées en spirale.
Le matériau de gros-œuvre est varié, incluant bois, pan de bois, calcaire, pierre de taille et moellon, témoignant de la diversité des ressources locales et des techniques de construction de l'époque.
La maison a subi des modifications au XIXe siècle, avec une reprise du rez-de-chaussée et de la toiture, tout en conservant son charme d'origine. La façade et la toiture de l'édifice ont été inscrites au titre des monuments historiques le 23 novembre 1946, sous la référence cadastrale 2003 DN 829, principalement en raison de leur architecture remarquable.
La maison dite Buvette de la Renaissance offre un aperçu de la construction et de l'esthétique de l'époque, combinant des éléments décoratifs sophistiqués et une structure fonctionnelle adaptée à son environnement urbain.

## Patrimonialité

### Protection et statut juridique
La façade et la toiture de la maison ont été inscrites au titre des monuments historiques le 23 novembre 1946, sous la référence cadastrale 2003 DN 829.

### Intérêt de l'édifice
L'édifice est un exemple notable de l'architecture résidentielle de la Renaissance en France, offrant un aperçu de la construction et de l'esthétique de l'époque.